# Ishikawa (prefectuur)

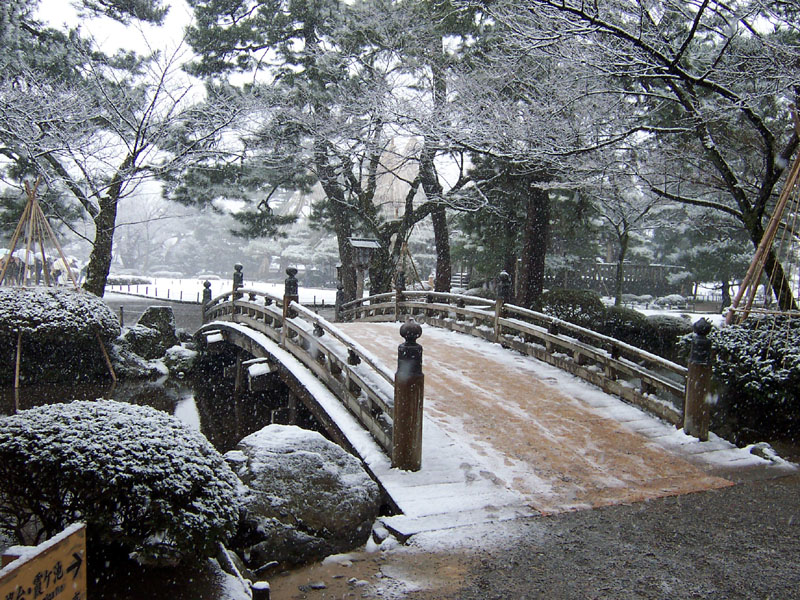
Kenroku-en.

De prefectuur Ishikawa  (Japans: 石川県, Ishikawa-ken) is een Japanse prefectuur in de regio Chubu in Honshu. Ishikawa heeft een oppervlakte van 4185,48 km² en had op 1 maart 2008 een bevolking van ongeveer 1.170.114 inwoners. De hoofdstad is Kanazawa.

## Geschiedenis
De prefectuur Ishikawa is in 1872 ontstaan door het samenvoegen van de toenmalige provincies Kaga en Noto.
Op 1 januari 2024 werd het schiereiland Noto geteisterd door een zware aardbeving van 7,6 op de schaal van Richter.

## Geografie
Ishikawa ligt aan de Japanse Zee. Het noordelijke deel van de prefectuur bestaat uit het smalle schiereiland Noto. Het zuidelijke deel is meer bergachtig. De eilanden Notojima, Mitsukejima en Hegurajima behoren tevens tot de prefectuur.
Ishikawa grenst aan de prefecturen Fukui, Toyama en Gifu.
De administratieve onderverdeling is als volgt:

### Zelfstandige steden (市) shi
Er zijn tien steden in de prefectuur Ishikawa.
- Hakui
- Hakusan
- Kaga
- Kahoku
- Kanazawa (hoofdstad)
- Komatsu
- Nanao
- Nomi
- Suzu
- Wajima

### Gemeenten (郡 gun)
De gemeenten van Ishikawa, ingedeeld naar district:
| District | Gemeenten              |
| -------- | ---------------------- |
| Hakui    | Hodatsushimizu - Shika |
| Hōsu     | Anamizu - Noto         |
| Ishikawa | Nonoichi               |
| Kahoku   | Tsubata - Uchinada     |
| Kashima  | Nakanoto               |
| Nomi     | Kawakita               |

### Fusies
(Situatie op 1 februari 2006) 
Zie ook: Gemeentelijke herindeling in Japan
- Op 1 maart 2004 smolten de gemeenten Takamatsu, Nanatsuka en Unoke van het District Kahoku samen tot de nieuwe stad Kahoku.
- Op 1 oktober 2004 werden de gemeenten Nakajima, Notojima en Tatsuruhama aangehecht bij de stad Nanao.
- Op 1 februari 2005 fusioneerden de gemeenten Kawachi, Mikawa, Oguchi, Shiramine, Torigoe, Tsurugi en Yoshinodani allen van het District Ishikawa met de stad Mattō tot de nieuwe stad Hakusan.
- Op 1 februari 2005 smolten de gemeenten Neagari, Tatsunokuchi Terai van het District Nomi samen tot de nieuwe stad Nomi.
- Op 1 maart 2005 fusioneerden de gemeenten Noto en Yanagida van het voormalige District Fugeshi met de gemeente Uchiura van het voormalige District Suzu tot de nieuwe gemeente Noto. Beide districten smolten samen tot het nieuwe District Hosu.
- Op 1 maart 2005 fusioneerden de gemeenten Oshimizu en Shio van het District Hakui tot de nieuwe gemeente Hodatsushimizu.
- Op 1 maart 2005 fusioneerden de gemeenten Kashima, Toriya en Rokusei van het District Kashima samen tot de nieuwe gemeente Nakanoto.
- Op 1 september 2005 werd de gemeente Togi van het District Hakui aangehecht bij de gemeente Shika.
- Op 1 oktober 2005 werd de gemeente Yamanaka van het District Enuma aangehecht bij de stad Kaga . Het District Enuma verdween ten gevolge van deze fusie.
- Op 1 februari 2006 werd de gemeente Monzen van het District Hosu aangehecht bij de stad Wajima.

## Bezienswaardigheden
- Kenroku-en, een van de drie bekendste Japanse tuinen van Japan